# Sandy Stone

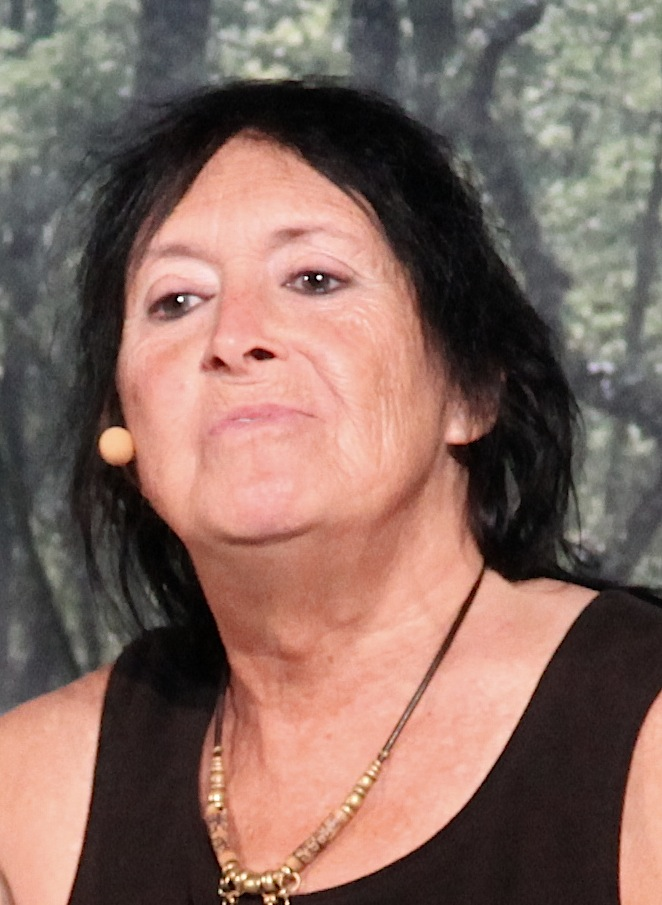
Sandy Stone (2011)

Allucquére Rosanne „Sandy“ Stone (* um 1936) ist eine amerikanische Akademikerin, Medientheoretikerin, Autorin und Performancekünstlerin. Sie ist Gründungsdirektorin und war bis zu ihrer Emeritierung 2010 Professorin des Advanced Communication Technologies Laboratory (ACTLab) und der New Media Initiative im Fachbereich für Radio, Film und TV an der University of Texas in Austin. Gleichzeitig ist sie leitende Künstlerin im Banff Centre und Forscherin an der University of California, Irvine. Stone hat in den Bereichen Film, Musik, experimentelle Neurologie, Schreiben, Ingenieurwesen und Programmierung gearbeitet beziehungsweise über diese geschrieben. Stone ist transgender und wird als eine der Gründerinnen der akademischen Disziplin der Gender Studies angesehen. Sie wurde im Artforum, Wired, Mondo 2000 und anderen Publikationen sowie in den Dokumentarfilmen Gendernauts – eine Reise durch das Land der Neuen Geschlechter (1999), Genderation (2021) und Girl Island porträtiert. Am 5. März 2024 wurde sie in die National Women’s Hall of Fame aufgenommen.

## Frühe Jahre und Karriere
Stone wurde in Jersey City, New Jersey geboren. Sie gibt an, dass ihr ursprünglicher Name auf Hebräisch „Zelig Ben-Nausaan Cohen“ lautete.
Stone gab an, dass sie die formale Ausbildung nicht schätzt und sie es bevorzugt, Vorlesungen von Universitätsprofessoren und -professorinnen, deren Arbeit sie bewundert, zu hören. Sie gab an, dass sie in den Bell Telephone Laboratories arbeitete und danach kleinere Berufe ausübte, um ihre eigene Forschung zu finanzieren. Später machte sie einen Abschluss am St. John’s College in Annapolis, Maryland, wo sie im Jahre 1965 einen Bachelor of Arts erlangte.

### Tontechnik, Science Fiction, und Computer
In den späten 1960er Jahren zog Stone nach New York City und trat eine Karriere als Tontechnikerin an, zunächst an der amerikanischen Ostküste, später dann an der Westküste. 1969 schrieb Stone über eine Aufnahme vom 7. April in den Record Plant Studios mit Jimi Hendrix für das Zygote Magazin. Der Journalist David S. Bennahum gab an, dass sie normalerweise einen langen schwarzen Mantel und einen Vollbart trug.
In den frühen 1970ern veröffentlichte Stone mehrere Science-Fiction-Werke unter dem Künstlerinnenamen Sandy Fisher in den Magazinen The Magazine of Fantasy and Science Fiction und Galaxy.
Im Jahr 1974 zog Stone sich von Populäraufnahmen zurück, zog nach Santa Cruz, Kalifornien, und unterzog sich einer geschlechtsangleichenden Operation bei Donald Laub im Stanford Gender Dysphoria Program in Palo Alto. Später wurde sie ein Mitglied des Olivia-Records-Kollektivs, einem populären Frauenmusik-Label, und begann, mit lesbischen Feministinnenzirkeln zusammenzuarbeiten.
In den frühen 1980er Jahren baute Stone einen kleinen Computer, brachte sich selbst das Programmieren bei und wurde ein freischaffende Programmiererin, wodurch sie als Computer-Expertin auf sich aufmerksam machen konnte.

## Privatleben
Während Nachforschungen im Bereich der virtuellen Online-Communitys im Jahr 1994 lernte Stone Cynbe ru Taren (Jeffrey Prothero) kennen, einen Forscher, Programmierer und Erschaffer virtueller Welten, der an der Entwicklung von Citadel beteiligt war, ein bedeutendes Bulletin-Board-System. Stone und ru Taren haben 1995 geheiratet. Bis zu seinem Tod 2016 verbrachten Stone und ru Taren ihre Zeit abwechselnd in Santa Cruz und Austin. Ihre weitere Familie, sowie ihre Tochter Tanith Stone Thole, leben ebenfalls in Santa Cruz.

## Schriften
- Will The Real Body Please Stand Up?: Boundary Stories About Virtual Cultures. In: Michael Benedikt (Hrsg.): Cyberspace: First Steps. MIT Press, Cambridge, 1991.
- Sex, Death, and Architecture. In: Architecture – New York. ANY, New York 1992.
- Virtual Systems. In: Jonathan Crary, Sanford Kwinter (Hrsg.): Zone 6: Incorporations. MIT Press, Cambridge 1993.
- The Architecture of Elsewhere. In: Hraszthan Zeitlian (Hrsg.): Semiotext(e) Architecture. Semiotext(e), New York 1993.
- The Empire Strikes Back: A Posttranssexual Manifesto. In: Kristina Straub, Julia Epstein (Hrsg.): Body Guards: The Cultural Politics of Sexual Ambiguity. Routledge, New York 1996. Erweiterte Nachdrucke in anderen Publikationen. (Dieses Essay wird oft als Ursprung der „Transgender Studies“ angesehen, online).
- The War of Desire and Technology at the Close of the Mechanical Age. MIT Press, Cambridge 1996.
- als Sandy Fisher: The Langley Circuit. In: Galaxy. Mai 1972.
- als Sandy Fisher: Farewell to the Artifacts. In: Galaxy. Juli 1972.
- als Sandy Fisher: Thank God You're Alive. In: The Magazine of Fantasy and Science Fiction. Oktober 1971.